# Адріан ван Остаде
Адріан ван Остаде (нід. Adriaen van Ostade, 1610 — 28 квітня 1685, Гарлем) — нідерландський художник та гравер, майстер селянського побутового жанру.

## Життєпис
Народився у Гарлемі у 1610 році (хрещений в церкві Св. Бавона 10 грудня). Був старшим сином Яна Гендрікса Остаде, який приїхав з села Остаде, що неподалік м. Ейндховен. З дитинства виявив хист до малювання. Згодом Адріан разом із братом Ісааком взяли прізвище ван Остаде. З 1627 року навчався у Франса Галса. Тут визначив для себе жанр, в якому став постійно працювати — зображення селянського побуту.
У 1634 році стає членом гарлемської гільдії Святого Луки. У 1638 році одружився з Махелтьє Пітерсен. Одружився вдруге після того, як його дружина померла у 1642 році.
У 1642 році обирається майстром гільдії. У 1646 році обирається комісаром гільдії. У 1666 році він знову став вдівцем. У 1655 році стає опікуном 5 дітей померлої сестри Майкен.
У 1657 році вдруге одружується — на заможній католичці Ганні Інглес з Амстердаму. У 1662 році стає деканом Гарлемської гільдії художників. У 1666 році помирає дружина та її батько, залишивши художникові величезний статок. У 1672 році під час третьої англо-голландської війни та одночасної війни Республіки Об'єднаних провінцій проти Франції ван Остаде мав намір тікати до Любека, проте зрештою залишився на батьківщині. Помер у Гарлемі в 1685 році.
Мав численних учнів, серед них Корнеліса Бега, Антона Вікторейнса, Йоганеса Аденрогге, Корнеліса Дюсарта, Яна Стена, тривалий час працював із своїм братом Ісааком.

## Творчість
З усього доробку Адріана ван Остаде збереглося 220 картин, хоча за свідченням учнів та очевидців їх було від 385 до 900.
У ранній період творчості Остаде писав брутально-гротескні сцени гулянок і бійок в дусі Адріана Брауера («Гра у карти», 1633 рік, «Бійка у шинку», 1635 рік, «Бійка» та «У школі», 1637 рік).
Водночас з середини 1630-х років починається пошук власної манери. Найцікавішим твором цього періоду є «П'ять почуттів» (1635 рік), в якому алегоричне піднесене зображене приземлено.
У 1640-х роках під впливом живопису Рембрандта Адріан ван Остаде перейшов до м'якого, коричнево-золотистого тонального колориту, застосовував світлотіньові ефекти. Темами стають свята та ярмарки селян. Ці твори зі сценами з селянського життя («Бесіда у вогня», «Селянське свято», 1640 рік, «Подорожний музика», 1648 рік, «Сільський концерт», «Селяни-ковзаняри, що граються біля багаття», 1650 рік, "Сільський музик"а, 1655 рік, «У сільському шинку», 1660 рік, «Шкільний вчитель», 1662 рік) відзначені добрим гумором, поетичною споглядальністю.
Друге одруження вплинуло на творчість ван Остаде — персонажі стають більш сердечними («Старенька», 1646 рік, «Старенька біля вікна», 1648 рік, «Жіночий портрет», 1651 рік, «Сімейний портрет», 1654 рік, «Курці», 1655 рік, «Портрет хлопця», 1662 рік, «Пекар», 1665 рік). Тоді ж створює одні з найзначущіших своїх творів — «Живописць у майстерні» (1663 рік) та «Селянська родина» (1667 рік).
Водночас звертається до пейзажів — «Пейзаж з пастухом та чередою» (1645 рік), «Пейзаж з корчмою» (1650 рік).